# Tričrkje
Tríčŕkje ali trígráf je v jezikoslovju skupina treh črk, ki skupaj označujejo en glas. 
Tričrkja pozna le malo jezikov, npr.:
- ngh v vietnamščini
- sch (beri š) v nemščini
- tch (beri č) v francoščini